# Adorables Ennemies
Pour les articles homonymes, voir The Last Word.
Pour plus de détails, voir Fiche technique et Distribution.
Adorables Ennemies (The Last Word) est une comédie dramatique américaine réalisé par Mark Pellington et sorti en 2017 au festival du film de Sundance.

## Fiche technique
- Titre : Adorables Ennemies
- Titre original : The Last Word
- Réalisation : Mark Pellington
- Scénario : Stuart Ross Fink
- Directeur de la photographie : Eric Koretz
- Montage : Julia Wong
- Musique : Nathan Matthew David
- Pays d'origine :  États-Unis
- Langue originale : anglais
- Format : couleur
- Genre : comédie dramatique
- Durée : 108 minutes
- Dates de sortie : 
  -  États-Unis : 24 janvier 2017 (festival du film de Sundance)
  -  États-Unis : 3 mars 2017
  -  Québec : 17 mars 2017
  -  France : 1er décembre 2017 sur Netflix

## Distribution
- Shirley MacLaine (VF : Juliet Dante) : Harriet Lauler
- Amanda Seyfried (VF : Caroline Roussel) : Anne Sherman
- Anne Heche (VF : Sophie Planet) : Elizabeth
- Thomas Sadoski : Robin Sands
- Philip Baker Hall : Edward
- Tom Everett Scott (VF : Christophe Seugnet) : Ronald Odom
- AnnJewel Lee Dixon : Brenda
- Alanna Ubach : Toby
- Joel Murray : Joe Mueller
- Adina Porter : Bree Wilson
- Sarah Baker : Zoe
- Gedde Watanabe : Louie le jardinier
- Steven Culp : Sam Serman
- Marshall Bell : Edward
- Basil Hoffman : Christopher Georrge
- Joshua Harto :
- Juan Jose Dubon :
- Nikki McCauley : Dawn
- Brooke Trantor :
- Valeri Ross (VF : Pascale Chemin) : Wanda Barnes
- Marcy Jarreau :
- J. Denise :
- Nicole Fazio :